# ماني ليكس
ماني ليكس (بالإنجليزية: Manny Leaks)‏ مواليد 27 نوفمبر 1945 في كليفلاند، هو لاعب كرة سلة أمريكي سابق. بدأ مسيرته الاحترافية في سنة 1968. تم اختياره من قبل فريق ديترويت بيستونز خلال الدرافت. يبلغ طوله 6 قدم 8 بوصة (2.0 م). اعتزل اللعب في 1974. أحرز خلال مسيرته في الإن بي إيه 5302 نقطة بمعدل 11.9 نقطة في المباراة الواحدة. لعب مع بروكلين نتس في موسم 1968–1969، ثم لعب مع فيلادلفيا سفنتي سيكسرز في موسم 1972–1973.

## روابط خارجية
- ماني ليكس على موقع إن بي أي (الإنجليزية)
- ماني ليكس على موقع سبورتس رفرنس (الإنجليزية)
- ماني ليكس على موقع كلية كرة السلة في سبورتس رفرنس.كوم (الإنجليزية)
- ماني ليكس على موقع ريلجم (الإنجليزية)
- ماني ليكس على موقع بروبوليرز (الإنجليزية)